# Eumedonia subtusradiata
Eumedonia subtusradiata är en fjärilsart som beskrevs av Charles Oberthür 1896. Eumedonia subtusradiata ingår i släktet Eumedonia och familjen juvelvingar. Inga underarter finns listade i Catalogue of Life.